# 취리히 S반

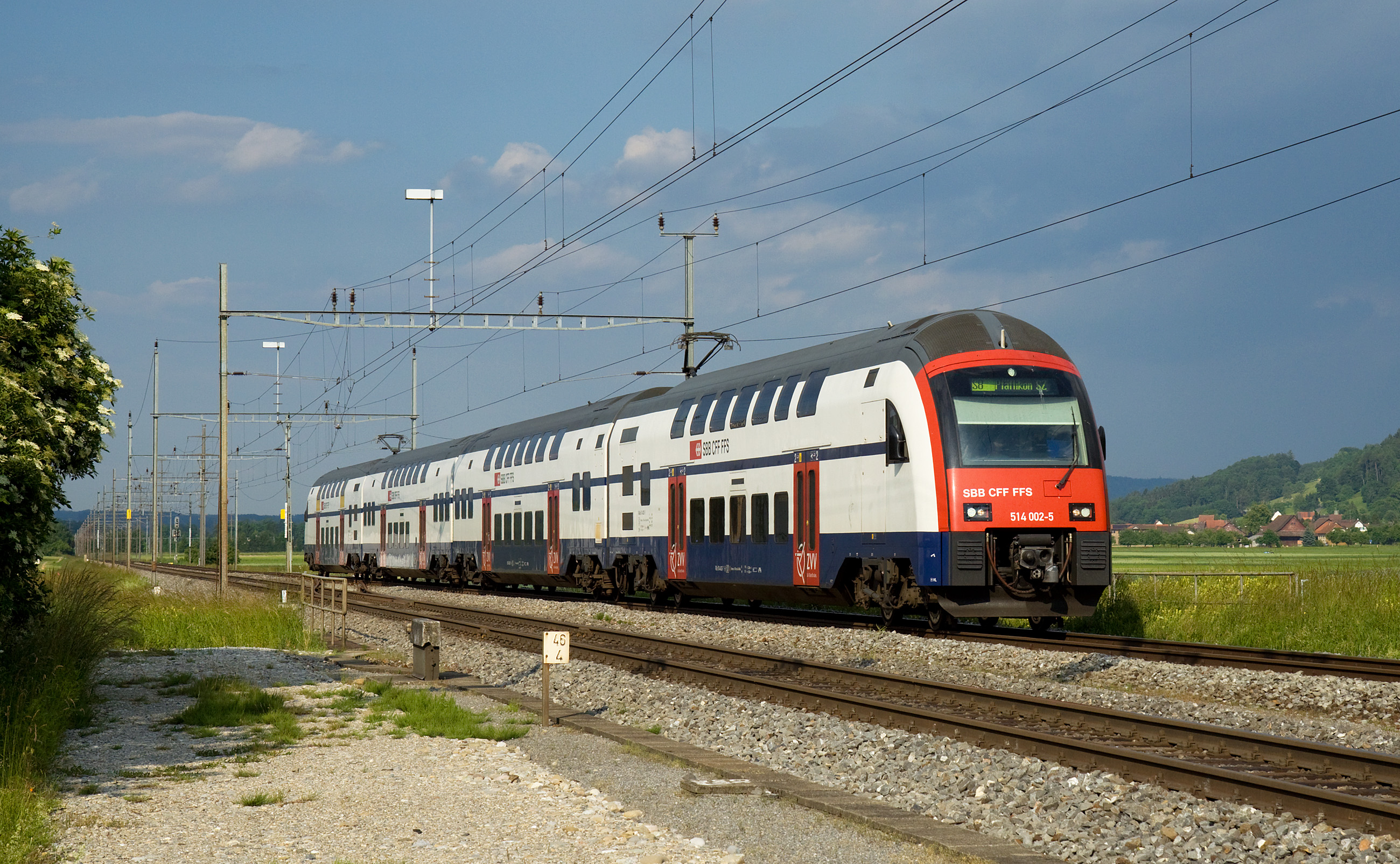
지멘스 RABe 514 "DTZ"

취리히 S반(독일어: S-Bahn Zürich) 시스템은 ZVV 지역을 포함하도록 점진적으로 확장된 철도망으로 취리히주 전체와 인접 주의 일부(아르가우, 샤프하우젠, 슈비츠, 글라루스, 투르가우 및 장크트 갈렌), 몇 개의 노선이 독일 남부 영토로 연장되거나 횡단한다. 이 네트워크는 S반으로 설명되는 독일어 사용 국가의 많은 통근 철도 운영 중 하나이다.
전체 ZVV S반 네트워크는 1990년 5월에 운영되기 시작했지만, 많은 노선이 이미 운영 중이었다.
빠른 대중교통 서비스 중 이례적인 취리히 S반은 일등석 통근 여행을 제공한다. 각 열차의 좌석의 약 4분의 1이 일등석이다.

## 역사
취리히 S반이 건설되기 전에 취리히로 가는 대부분의 기차는 취리히 젤나우에서 끝나는 질탈 취리히 위틀리베르크 철도 노선을 제외하고 취리히 중앙역에서 끝났다. 원래 서쪽을 향한 종점으로 지어진 중앙역은 모든 방향에서 오는 기차의 종점 역할을 했다. 빕킹엔 터널과 취리히 욀리콘역을 통해 북쪽과 북동쪽으로 노선이 연결되었다. 중앙역은 레텐 터널을 통해 남동쪽으로 취리히호 우안선과 연결되었다. 이 노선은 슈타델호펜역에서도 정차했다. 시내 중심가 반대편에서 단일 트랙 터널을 통과하여 레텐역으로 이동한 다음 180도 회전하여 중앙역에 도달한다. 이 노선은 슈타델호펜과 중앙역 사이의 1.5km 거리를 커버하기 위해 5km를 이동했다.

### 골드 코스트 익스프레스
S반의 설립으로 이어진 취리히 철도 시스템 개발의 첫 번째 단계는 부유한 북쪽을 따라 마일렌을 통해 취리히 슈타델호펜과 라퍼스빌 사이에 1968년 5월 26일 소위 골드 코스트 익스프레스 (독일어: 골드퀴슈텐익스프레스)의 설립이었다. 일반적으로 골드 코스트로 알려진 취리히 호수의 기슭. 이러한 발전은 제2차 세계 대전 이후에 원래 1894년에 개통된 철도 노선을 따라 이전의 포도주 양조장 마을에서 취리히로 통근하는 일이 급격히 확대되었기 때문이다. 느리고 종종 지연된다.
취리히주는 1950년대에 철도 개선 프로젝트를 개발하기 시작했다. 장거리 여객열차나 화물열차 모두 이용하지 않았기 때문에 현지 서비스 개선이 가능했다. 새로운 역과 함께 퀴스나흐트와 헤를리베르크 사이, 슈테파와 외리콘 사이에 복선 구간이 건설되었다. 가장 큰 문제는 재정이었다. 노선 개발은 지역 이익에만 기여하고 스위스 연방 철도(SFR)의 수익 증가로 이어지지 않는다. 당시 영향을 받는 주와 도시는 SFR 라인 개선에 자금을 지원할 수 없었으므로 지역 기부를 허용하도록 법률이 변경되었다.
새로운 골드 코스트 익스프레스 서비스는 36km 거리의 총 이동 시간이 이전 60분에서 40분으로 단축되어 30분 간격으로 정기 일정으로 운영되었다. 개선된 철도의 가장 두드러진 특징은 3량 객차 붉은 색상의 RABDe 12/12 전기 다중 장치였다. 이들은 가속 및 제동 성능이 좋았고 제트 전투기의 이름을 따서 즉시 “미라쥬”로 알려지게 되었다. 미라쥬의 현대적인 기능에는 자동으로 닫히는 문이 포함되어 역에서 잠시 정차하고 이동 시간을 단축할 수 있다.

### U-반 거부안
1959년 5월 30일 일부 유권자는 취리히 시의회에 두 가지 제안을 제출했다. 첫 번째는 엥게에서 클로텐까지, 알트슈테텐에서 티펜브루넨까지 노선이 있는 2선 U-반(지하철) 건설에 대한 연구에 CHF 200,000를 할당했을 것이다. 그러나 시의회의 과반수에 의해 반대되었고 실패하였다. 두 번째 발의안은 취리히 U-반을 건설하고 운영하기 위한 회사 설립을 제안했다. 도시는 이미 그러한 제안을 고려하고 취리히가 지하철을 탈 수 있을 만큼 크지 않고 비용이 너무 많이 든다는 이유로 반대했다. 1960년 2월 14일의 국민투표에서 유권자의 69.8%가 제안에 ‘반대’ 투표를 했다.
추가 작업과 새로운 교통법 제정에 따라 지역 대중교통 당국은 U-반 및 S반 통합 시스템에 대한 새로운 제안을 제시했으며, 후자는 도심 아래 터널을 중심으로 하는 철도 네트워크이다. 기존 교외 철도 노선과 연결된다. 취리히 공항에서 U-반 노선은 글라트브루크, 욀리콘, 히르센비젠, 첸트랄, 취리히 중앙역, 슈타우파허 및 알트슈테텐을 거쳐 디에티콘까지 운행된다. 대부분의 라인은 지상에서 실행되었을 것이다. 제안의 두 번째 부분은 “취리히베르크 네트워크”, 취리히 중앙역에서 취리히베르크 아래의 새로운 취리히베르크 터널을 통해 북동쪽으로 디틀리콘까지 연결되는 노선(취리히 서쪽에 있는 디에티콘과 혼동하지 말 것). 북쪽의 박물관 거리에 지하철역 건설 제안 중앙역의 건설은 중앙역에 대한 압력을 완화하기 위한 것이었다. 1973년 5월 20일 이 제안은 이전 국민투표에서만큼 높은 ‘반대’ 투표로 국민투표에서 부결되었다. 국민투표에서 거의, 제안된 S반 노선에 대해 반대가 표명되었다.

### S반의 조정 및 건설
철도는 취리히 대중교통 시스템의 주요 요소이며, 이를 업그레이드하려면 취리히주와 대부분의 철도 소유주인 스위스 연방 철도 간의 긴밀한 협력이 필요했다. 스위스 연방 철도는 통근 서비스의 실질적인 업그레이드를 위한 자원이 충분하지 않았다. 반면에 취리히주는 대체 운송 네트워크에 자금을 조달할 수 없었다.
협력을 위한 첫 번째 단계는 1978년 도시 교통에 연간 CHF 4천만을 제공하는 교통 기금의 설립과 함께 이루어졌다. 오늘날의 S반 노선은 1978년 6월 19일 주 의회에서 열린 토론에서 설정되었다. 대안적인 ‘동부’ 및 ‘서부’ 옵션이 논의되었다. 서쪽 옵션에서는 중앙 터널의 북쪽 끝이 중앙역에서 욀리콘과 연결되었을 것이고, 동쪽 옵션에서는 취리히베르크 아래로 터널을 뚫고 디틀리콘 근처에서 끝났을 것이다. 주 의회는 85 대 36으로 동부 옵션을 선택했다.
1981년 11월 29일 국민투표에서 취리히 유권자는 S반의 핵심 건설을 위해 5억 2천만 스위스 프랑의 대출을 3분의 2 다수결로 승인했다. 다음 변경 사항이 적용되었다.
- 중앙역와 슈타델호펜 사이의 히르센그라벤 터널 건설. 기존 서쪽 노선과의 연결과 함께 기존 중앙역 아래에 4개의 새로운 플랫폼이 건설되었다. 레텐 터널과 역은 폐쇄되었다.
- 슈타델호펜을 북동쪽으로 연결하는 취리히베르크 터널의 건설과 슈테트바흐에 새로운 역이 있다.
- 젤나우에서 중앙역까지의 질탈 취리히 위틀리베르크 철도 노선 연장, 젤나우 종점 폐쇄 및 지하철역으로 대체되었다.
- 1982년 중앙역와 알트슈테텐 사이에 하르트브뤼케역이 서쪽으로 개통되었다.
- 산티아고 칼라트라바의 건축 수상 경력에 빛나는 디자인으로 슈타델호펜역의 재개발.

### 개통과 확장
1990년 5월 27일, S반이 운영되고 취리히 교통망이 운영되기 시작했다. 처음으로 한 장의 티켓으로 기차, 버스, 트램을 탈 수 있게 되었다. "이빨 문제"에도 불구하고 승객 수는 급격히 증가했다. S반이 개통된 이후, 여행량은 약 60% 증가했다. 여러 단계에서 S반 서비스는 380km 철도 네트워크로 확장되었으며 피크타임 급행열차가 추가되었다.
확장의 첫 번째 단계는 디에티콘과 취리히 사이의 S12 노선에서 만성적인 열차 과밀 문제를 해결하여 리마트 계곡의 개선이 필요했다. 철도가 디에티콘과 킬리방엔 사이의 4개 선로로 확장되면서 장거리 및 화물 서비스에서 S반이 분리되었다. 그 결과 도입된 새로운 S3 서비스는 S12 서비스를 보완하여 노선에서 15분마다 열차를 제공한다. 동시에 크노나우를 경유하는 S9 노선의 구간은 30분마다 서비스를 늘릴 수 있도록 업그레이드되었다. 취리히 호수 북쪽의 서비스는 S6, S7 및 S16 서비스에서 15분마다 제공되는 열차로 증가했다. 디에티콘과 쉴리렌 사이의 글란츠베르크에 새로운 역이 개설되었다.
2002년 12월 확장 2단계에서 S반에 야간열차가 추가되었다. 2007년부터 야간열차는 일부 노선에서 금요일 아침부터 일요일 저녁까지 24시간 연속 운행하고 있다.
세 번째 단계 확장은 2007년에 완료되었다. 2004년 12월 12일(Rail 2000의 첫 번째 단계 완료와 동시에) S3 서비스는 디에티콘에서 하이터스베르크 터널을 통해 멜링엔에 새로운 역이 있는 아라우까지 확장되었다. 2006년 12월 10일, 노선 개선에 따라 라퍼스빌과 비르멘스도르프 사이에 S15가 개통되었다. 2007년 12월 9일 비르멘스도르프에서 아폴터른 암 알비스까지 확장되었다. 질탈반의 취리히 남쪽 구간이 두 배로 늘어났다. 빈터투어 (S33에서 샤프하우젠까지) 주변의 시골 지선에서, S35에서 빌까지, S41에서 뷜라흐까지) 서비스는 30분마다 운행하도록 증가되었다. S8은 빈터투어에서 바인펠덴까지 연장되어 기존 S30 서비스에 1시간에 2개의 열차를 제공한다. 또한 S16은 매시간 샤프하우젠까지 연장되었으며 빈터투어 이후에는 안델핑엔과 노이하우젠 암 라인폴에서만 정차했다. 또한 빈터투어에서 빌까지 가는 노선에 빈터투어 헤기(Hegi)에 새로운 역이 개설되었다.

### 바인베르크 터널 개통

1981-90년 초기 건설, 중앙역에 3개의 터널, 2개의 새로운 역 및 새로운 플랫폼을 만들었다. 폐쇄된 레튼 터널은 회색

성공적인 국민 투표에 따라 중앙역와 욀리콘역 사이에 새로운 경로를 만드는 프로젝트가 수립되었다. 기존의 역 사이의 두 노선과 달리 바인베르크 터널은 동쪽에서 중앙역에 접근하여 중앙역을 우회하지 않고 서쪽과 북쪽 노선 사이를 열차가 달릴 수 있다. 이 경로는 Durchmesserlinie 취리히로 알려졌으며 장거리 및 S반 열차를 모두 사용하기 위한 것이었다. 이 프로젝트에는 취리히 중앙역 아래의 세 번째 지하 플랫폼 세트, 서쪽 접근로를 통한 새로운 고가 경로 및 욀리콘의 두 개의 추가 플랫폼도 포함되었다.
새로운 바인베르크 터널은 2010년 11월에 혁신을 이루었고 2014년 6월 14일에 개통되었다. 같은 날짜에 뢰벤슈트라세역으로도 알려진 새로운 플랫폼이 개통되었다. 다른 작업은 아직 진행 중이며 2015년에 완료될 것으로 예상되지만, 부분적인 완료로 취리히 S반이 크게 변경되었다.
이러한 변경에는 바인베르크 터널을 통한 S2, S8 및 S14 라인의 전환이 포함되었다. 이 노선은 이전에 취리히 비프킹엔(취리히 빕킹엔) 역을 통해 운행되었으며, 해당 역의 서비스 중단을 방지하기 위해 취리히 중앙역(취리히 중앙역)에서 빕킹엔을 거쳐 취리히 취리히 욀리콘역까지 연장되었다. 동시에 취리히 중앙역에서 린탈까지 2시간 간격으로 운행하던 이전 글라너 스프린터(Glarner Sprinter)가 새로운 S반 서비스인 S25로 교체되었다. 이러한 주요 변경 사항으로 인해 여러 가지 다른 변경사항이 발생했으며, 다른 노선에서 다양한 역으로 서비스를 제공했다.

## 운행

### 현재 서비스
다음과 같은 서비스를 운영하고 있다. 달리 명시되지 않는 한 모든 서비스는 하루 종일 30분 간격으로 운영된다. 성수기에는 추가 열차가 있을 수 있으며 저녁과 주말에는 운행 횟수가 줄어들 수 있다.
| #   | 노선 | 설명 | 운영   |
| --- | --- | --- | ------ |
| S2  | 취리히 플루크하펜 – 외를리콘 – 취리히 HB – 탈빌 – 페피콘 SZ – 치겔브뤼케 (– 운터테르첸)                           | 취리히 HB와 지겔브뤼케 사이의 선택된 역에서만 정차한다. | SBB    |
| S3  | (뷜라흐 –) 하르트브뤼케 – 취리히 HB – 에프레티콘 – 베치콘                                                         | | SBB    |
| S4  | 취리히 HB – 아들리스빌 – 랑나우-가티콘 ( – 질발트 )                                                               | 취리히에서 랑나우-가티콘까지 20분 간격으로 운행하며, 한 시간에 한 대의 열차가 질발트까지 운행된다. | SZU    |
| S5  | 추크 – 아폴터른 암 알비스 – 취리히 HB – 우스터 – 베치콘 – 라퍼스빌 – 페피콘 SZ                                    | 취리히 HB와 베치콘 사이의 선택된 역에서만 정차. | SBB    |
| S6  | 바덴 AG – 레겐스도르프-바트 – 하르트브뤼케 – 취리히 HB – 외티콘                                                   | | SBB    |
| S7  | 빈터투어 – 클로텐 – 하르트브뤼케 – 취리히 HB – 마일렌 – 라퍼스빌                                                  | 취리히 슈타델호펜과 마이렌 사이는 무정차 직행 | SBB    |
| S8  | 빈터투어 – 발리젤렌 – 외를리콘 – 취리히 HB – 탈빌 – 페피콘 SZ (– 치겔브뤼케)                                      | | SBB    |
| S9  | (샤프하우젠 –) 라프츠 – 하르트브뤼케 – 취리히 HB – 우스터                                                         | 샤프하우젠과 라프츠 사이에 대체 열차가 운행된다. 현재 독일 내 2개 지점을 운영. | SBB    |
| S10 | 취리히 HB – 취리히 트림리 – 위틀리베르크                                                                          | 주중에는 취리히 HB-트림리 간 셔틀이 운행되며, 30분 간격으로 위틀리베르크까지 운행.주말에는 기차가 20분마다 운행 | SZU    |
| S11 | (아라우 – 렌츠부르크 –) 디에티콘 – 취리히 HB – 취리히 슈테트바흐 – 빈터투어 – 조이차흐 / 젠호프-키부르크 (– 빌라) | 취리히 HB와 빈터투어 사이의 일부 역에서만 정차하며, 열차는 조이차흐와 젠호프-키부르크 방면으로 번갈아 운행한다. | SBB    |
| S12 | 브루크 – 취리히 HB – 취리히 슈테트바흐 – 빈터투어 – 샤프하우젠 / 빌 SG                                            | 취리히 HB와 빈터투어 사이의 선택된 역에서만 정차하며, 열차는 샤프하우젠과 빌을 번갈아 운행한다. | SBB    |
| S13 | 베덴스빌 – 잠슈타게른 – 아인지델른                                                                                | | SOB    |
| S14 | 아폴터른 암 알비스 – 취리히 HB – 외를리콘 – 우스터 – 베치콘 – 힌빌                                                | | SBB    |
| S15 | 니더베닝엔 – 하르트브뤼케 – 취리히 HB – 우스터 – 베치콘 – 라퍼스빌                                                | 취리히 HB와 베치콘 사이의 선택된 역에서만 정차. | SBB    |
| S16 | 취리히 플루크하펜 – 하르트브뤼케 – 취리히 HB – 헤를리베르크-펠트마일렌 (– 마일렌)                                 | 저녁에만 마이렌까지 운행. | SBB    |
| S17 | 디에티콘 – 브렘가르텐 – 브렘가르텐 서 – 볼렌                                                                      | 디에티콘과 볼렌 간에는 30분 간격으로 열차가 운행; 평일에는 디에티콘에서 브렘가르텐 서역으로 가는 추가 열차가 15분마다 그 구간을 운행한다. | AVA    |
| S18 | 취리히 슈타델호펜 – 취리히 레할프 – 포히 – 에슬링겐                                                               | 취리히 트램망을 통해 레할프까지 운행하는 트램 열차 서비스는 선택된 트램 정류장에 정차한다. 이후 포어히까지 15분 간격으로 열차가 운행되며, 에슬링엔까지 대체 열차가 운행된다. 피크 시간대에는 시간당 4대의 열차가 레할프와 포어히 사이를 정차하지 않고 에슬링엔까지 운행하며, 다른 4대의 열차는 포어히까지 정차한다. | FB     |
| S19 | ( 코블렌츠 – 바덴 – ) 디에티콘 – 취리히 HB – 취리히 외를리콘 – 에프레티콘 ( – 페피콘 ZH )                         | 피크 시간대에만 코블렌츠에서 디에티콘까지, 에프레티콘에서 페피콘 ZH까지 운행 | SBB    |
| S20 | 외를리콘 – 취리히 HB – 하르트브뤼케                                                                               | 피크 타임에만 운행 |        |
| S21 | 레겐스도르프-바트 – 하르트브뤼케 – 취리히 HB                                                                      | 피크 타임에만 운행 |        |
| S24 | 타잉엔 / 바인펠덴 – 빈터투어 – 취리히 플루크하헨 – 빕프킹엔 – 취리히 HB – 탈빌 – 추크                             | 타인겐과 빈터투어 사이에 대체 열차가 운행. | SBB    |
| S25 | 취리히 HB – 페피콘 SZ – 치겔브뤼케 – 글라루스 – 린탈                                                              | 매시간 운행. 취리히 HB와 지겔브뤼케 사이의 선택된 정류장만 운행. | SBB    |
| S26 | 빈터투어 – 바우마 – 뤼티 ZH                                                                                       | 보통 퇴스탈반(Tösstalbahn)이라고 불림. | Thurbo |
| S29 | 빈터투어 – 슈타인 암 라인                                                                                         | | Thurbo |
| S30 | 빈터투어 – 프라우엔펠트 – 바인펠덴 (– 로만스호른 – 로르샤흐)                                                      | 매시간 운행 | Thurbo |
| S33 | 빈터투어 – 안델핑엔 – 샤프하우젠                                                                                  | | Thurbo |
| S35 | 빈터투어 – 빌 SG                                                                                                  | | Thurbo |
| S36 | 발츠후트 – 바트 추르차흐 – 뷜라흐                                                                                 | 매시간 운행 | Thurbo |
| S40 | 라퍼스빌 – 페피콘 SZ – 잠슈타게른 – 아인지델른                                                                    | | SOB    |
| S41 | 빈터투어 – 뷜라흐                                                                                                 | | Thurbo |

### 국제편 서비스
2개의 취리히 S반 서비스가 국경을 넘어 독일로 향한다. 서비스 S9는 독일 영토인 라프츠와 샤프하우젠(둘 다 스위스)을 가로질러 독일의 로트슈테텐과 제슈테텐의 역을 방문한다. 이 두 역은 완전히 독일 땅에 있지만, 모든 기반 시설은 스위스 연방 철도에서 관리한다. 서비스 S41은 독일의 발츠후트역에서 종료하기 위해 여행이 끝날 때 국경을 넘는다.

## 참고자료
- Robert, Fechtig; Max Glättli (1990). 《Projektierung und Bau der S-Bahn Zürich (Planning and Construction of the Zürich S-Bahn)》 (독일어). Zürich: Stäubli Verlag. ISBN 3-7266-0021-3.
- Künzi, Hans (1998). 《Zürichs öffentlicher Verkehr und seine S-Bahn (Zürich's public transport and its S-Bahn)》 (독일어). Zürich: Gelehrte Gesellschaft. ISBN 3-906262-10-3.
- Hobmeier, Norbert (1990). 《Die S-Bahn Zürich (The Zürich S-Bahn)》 (독일어). Zürich: Orell Füssli. ISBN 3-280-01763-7.